# صمغة
الصَّمْغَة أو الورم الصمغي (باللاتينية: Gumma) هي ورم لين غير سرطاني ينتج في المرحلة الثالثة من مرض الزهري. تعد الصمغة أحد أشكال الورم الحبيبي. يعد الكبد أكثر الأماكن شيوعا للصمغة، وتوجد أيضا في المخ و القلب والعظام والجلد والخصية والأنسجة الأخرى، مما يؤدي إلى مجموعة من المضاعفات العصبية أو أمراض صمامات القلب وغيرها.

## الوصف
تتكون الصمغة من مركز نخري صلب محاط بنسيج ملتهب.

## سبب المرض
تتكون الصمغة في مرض الزهري كردة فعل لوجود البكتيريا الحلزونية المسماة (اللولبية الشاحبة) في الأنسجة.

## الانتشار
يندر تشكل الصمغات في البلدان المتقدمة، لكنها شائعة في المناطق التي تفتقر إلى العلاج الطبي الكافي.